# Tanique Richards
Tanique Richards (geboren 2002 oder 2003) ist eine Leichtathletin und Behindertensportlerin aus St. Kitts und Nevis. Sie repräsentierte Special Olympics St. Kitts und Nevis bei den Special Olympics World Summer Games 2019 in Abu Dhabi und gewann im Kurzstreckenlauf zwei Goldmedaillen.

## Leben und Karriere
Tanique Richards wurde mit einer geistigen Behinderung geboren. Bei den Special Olympics World Summer Games 2019 in Abu Dhabi gewann sie zweimal Gold: Mit einer Zeit von 17,13 Sekunden im 100-Meter-Sprint und 35,18 Sekunden im 200-Meter-Sprint. Damit war sie die erfolgreichste Athletin des 13-köpfigen Teams aus St. Kitts and Nevis.